# Паломницька церква у Вісі
Паломницька церква у селі Віс (нім. Wieskirche) — одне з головних споруджень баварського рококо та центральний витвір архітектора Домініка Ціммерманна, що провів у селі Віс останній десяток років свого життя.
Овальна у плані церква стоїть коло підніжжя Альп, у Баварії, у комуні Штайнгаден муніципалітету Вайльхайм-Шонгау. Наплив паломників у село Віс у 1738 році був пов'язаний з тим, що на статуї скурботного Спасителя виступили сльози. У будинку, де відбулося це чудо, через два роки збудували каплицю, проте вона не могла вмістити всіх бажаючих поклонитися реліквії та зцілитися від своїх недуг. Тоді розташоване поблизу Штайнгаденське абатство вирішило спорудити у Вісі окремий паломницький храм.
Будівництво церкви, яким керував Ціммерман, продовжувалося з 1745 до 1754 року. Як й інші пам'ятники баварського рококо, зовнішній вид храму скромний, майже монохромний, що різко контрастує з оформленням інтер'єру, у якому переважають легкі кремові тони та витягнуті, еллипсоїдні форми. Середина храму приголомшує непідготовленного подорожнього, який ледве очікував знайти настільки марнотратне, ефектне оздоблення у віддаленому пастушачому селі, — всім цим Ціммерман передав відчуття спонтанності релігійного екстазу.
До XIX ст. поток паломників до Вісу звівся на ніщо, популярність рококо пішла у минуле, та виникло питання про знесення старого пам'ятника, проте цьому перешкоджали місцеві жителі. Включення церкви до переліку світової спадщини ЮНЕСКО (1983) принесло їй популярність за межами Німеччини, а у 1985—1991 рр. вона була ретельно відреставрована.

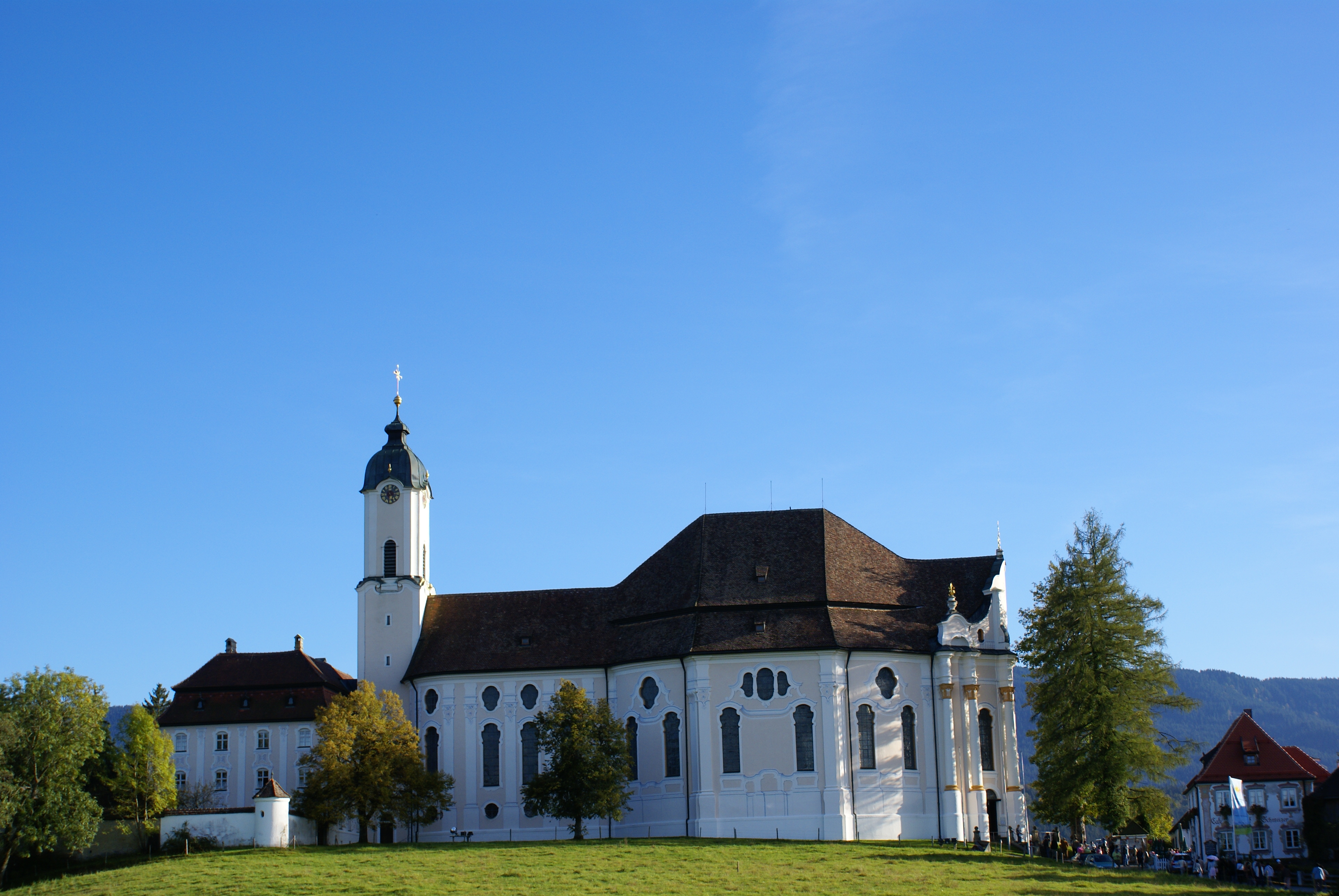
Зовнішній вид церкви
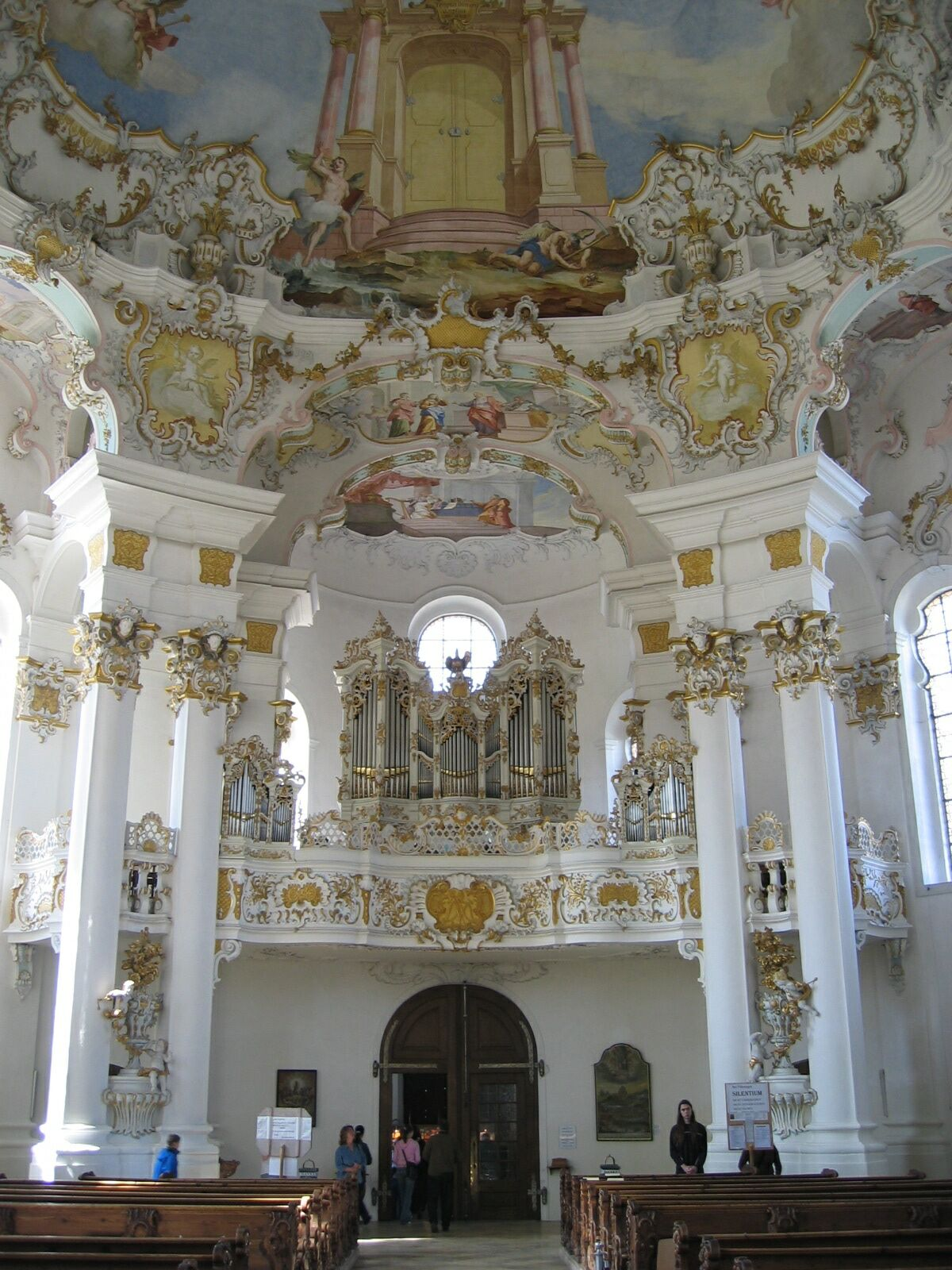
Центральний вхід до церкви
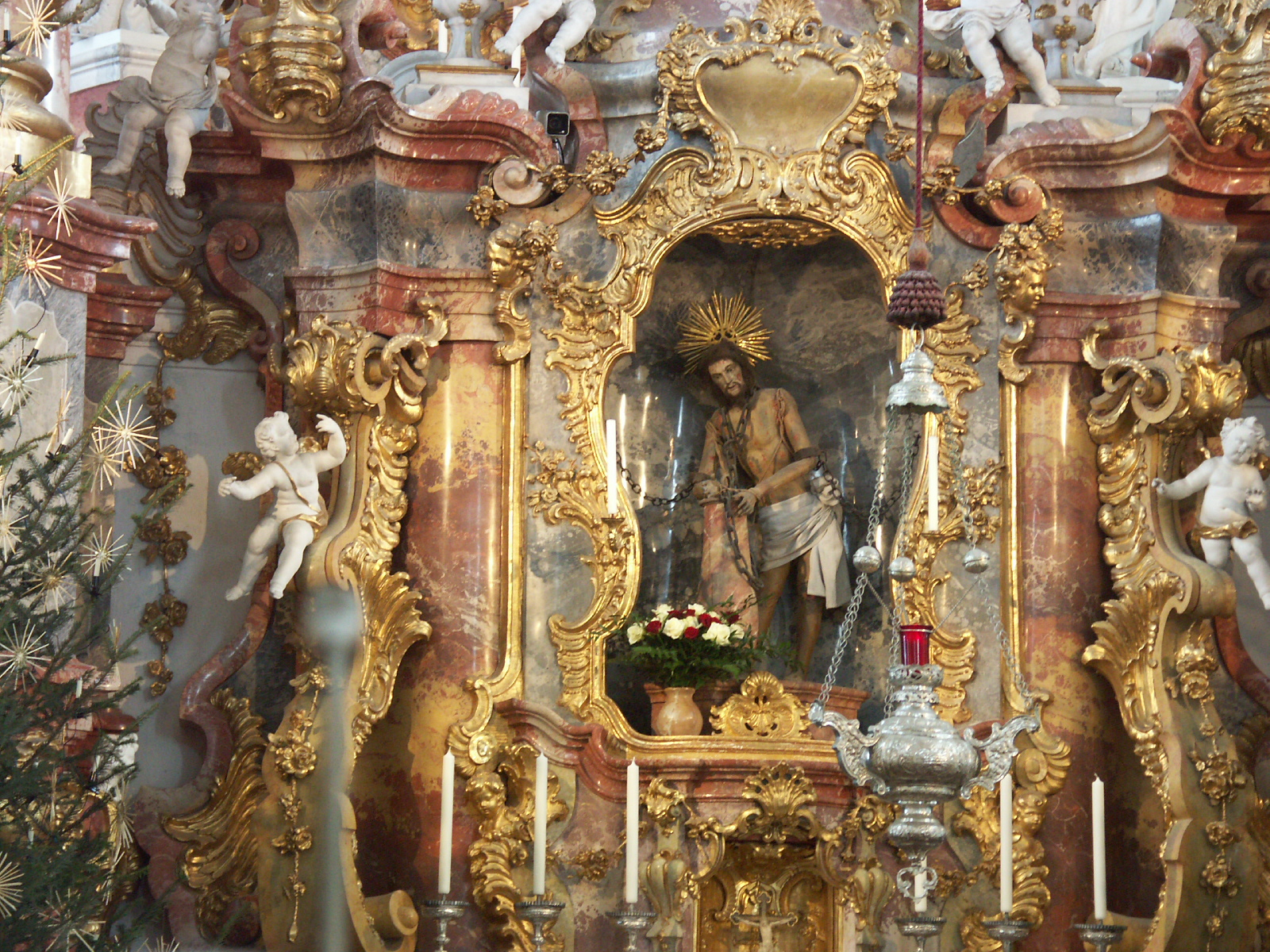
Фрагмент скульптурного оздоблення
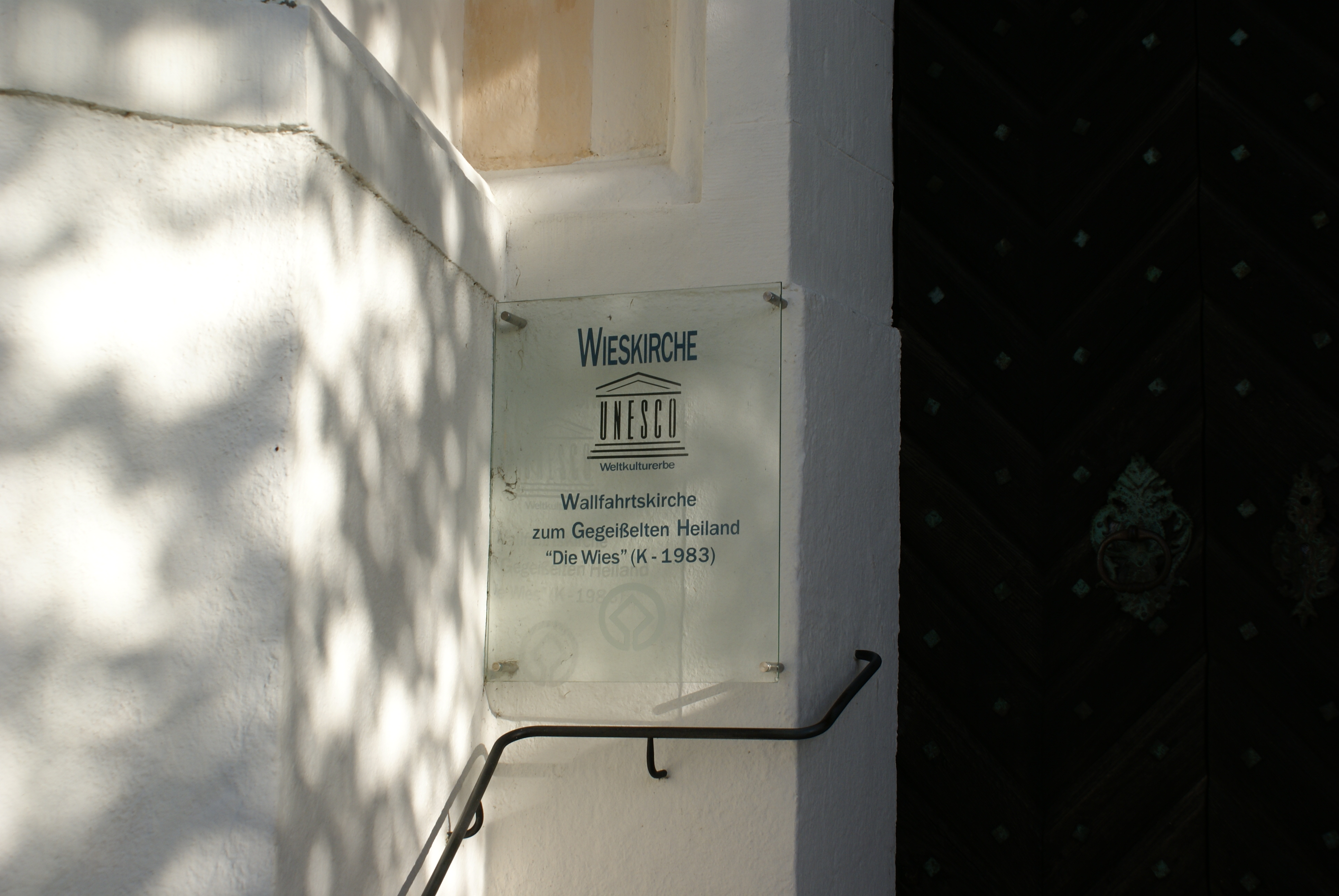
Табличка про присвоєння статусу Світової спадщини